# Перес де Гусман, Фернан
Ферна́н Пе́рес де Гусма́н (исп. Fernán Pérez de Guzmán; род. ок. 1376, Батрес — 1460) — испанский писатель, поэт и историк, один из предтеч испанского Возрождения.

## Жизнь и творчество
Человек большого поэтического дарования, Перес де Гусман был придворным поэтом при кастильском дворе. В возрасте 56 лет, попав в немилость к королю Хуану II, покидает двор и живёт в одном из своих имений. Здесь, кроме всего прочего, он пишет историческое сочинение «Море историй» (Mar de historias, Valladolid 1512), в основу которого лёг одноимённый труд итальянского хрониста первой половины XIV века Джованни Колонны. Наибольший интерес представляет 3-я, фактически самостоятельная его часть (Las generaciones y semblanzas), где автор даёт галерею ярких портретов своих современников — царедворцев, рыцарей, деятелей церкви и культуры, в том числе и королей Кастилии Энрике III и Хуана II.